# Lista de termos relacionados à oncologia
Oncologia é uma especialização de medicina, que visa tratar doentes passíveis de doenças cancerígenas maioritariamente.
- Neoplasia benigna ou Neoplasma benigno ou tumor benigno é o crescimento anormal de células benignas, sem prognóstico imediato de metástase. Diferente do neoplasma maligno, que possui um diagnóstico diferente e prognóstico pior.

- Hiperplasia é usado quando se quer mencionar o aumento do número de células num órgão ou num tecido. A hiperplasia ocorre se a população celular for capaz de sintetizar DNA permitindo, assim, que ocorra  a mitose.

- Hamartoma é o termo usado para designar uma proliferação celular de tecido que pertence ao mesmo órgão de onde ele se origina, ainda que apresente a sua arquitectura normal comprometida.

- Cancro ou cancer ou neoplasia maligna é uma doença caracterizada por uma população de células que cresce e se dividem sem respeitar os limites normais, invadem e destróem tecidos adjacentes, e podem se espalhar para lugares distantes no corpo, através de um processo chamado metástase.